# Brescia
Denna artikel handlar om staden. Se även Brescia (provins) och fotbollslaget Brescia Calcio.
Brescia (lombardiska: Brèsa) är en stad, kommun och huvudort i provinsen Brescia i regionen Lombardiet i norra Italien. Kommunen hade 198 536 invånare (2018). och är näst Milano Lombardiets största och viktigaste stad. 

## Stadsbild
Brescia är beläget på en höjd (139 m ö.h.), som från Alperna går ut på Poslätten. Den är byggd i en fyrkant; de gamla vallarna och bastionerna är förvandlade till promenadstråk, gatorna är försedda med arkader och prydda med många springbrunnar. På en klippa i norra staden ligger det gamla kastellet. Biblioteca civica Queriniana är världsberömt för sina handskrifter.

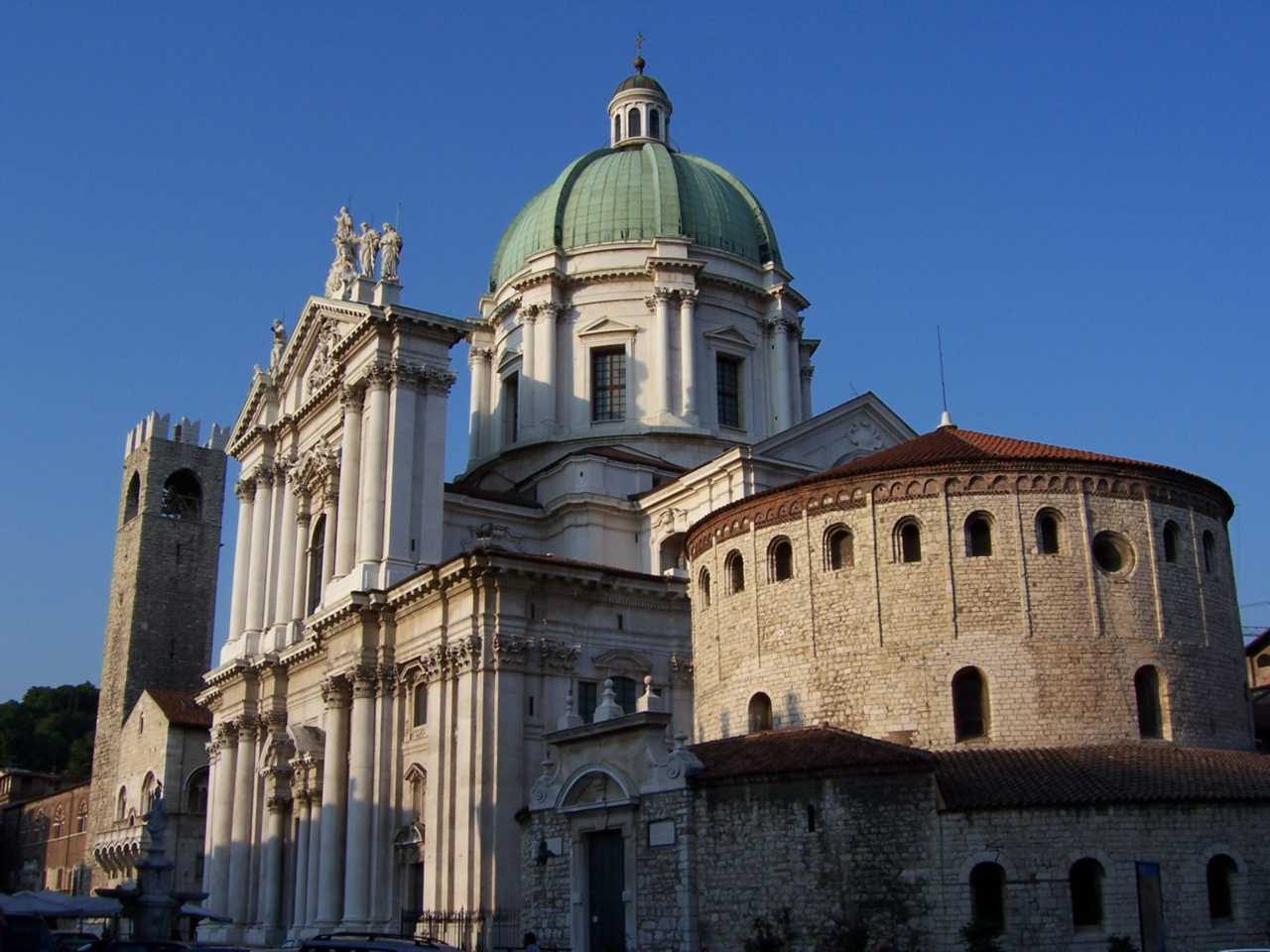
Katedralen i Brescia.

Bland stadens byggnader märks ett 1820 upptäckt Herkulestempel av marmor, byggt 72 e.Kr., många enskilda palats, en katedral, byggd 1604–1825 i form av ett grekiskt kors (Duomo Nuovo), en domkyrka med anor från 600-talet (Duomo Vecchio eller La Rotonda) samt ett rådhus, grundlagt 1499. Piazza della Loggia är från 1492. Museo Santa Giulia, det arkeologiska museet, är uppkallat efter Julia av Korsika, vars reliker enligt traditionen finns i staden.

## Näringsliv
Brescias industri är betydlig och berömd i fråga om järn- och ståltillverkning. Förr tillverkades vapen här, därav namnet "Brescia armata". Därutöver är det ett centrum för mekanik och ingenjörskonst. I trakten förekommer stor vin- och spannmålsodling samt ostberedning.

## Historia
Brescia var ursprungligen en gallisk och sedan, under namnet Brixia, romersk stad. Den hamnade därefter under langobardiskt, frankiskt styre och blev slutligen en del av tysk-romerska riket. Staden upplevde ett ekonomiskt uppsving omkring år 1000. Under medeltiden led den mycket av inre och yttre oroligheter, var en längre tid självständig, men lydde en tid under Milano och kom 1426 under Venedig, tillhörde 1797–1814 Napoleons italienska statsbildningar och kom 1814 under Österrike. Den tog livlig del i frihetsstriden 1848–1849. Stadsborna tvingade då en österrikisk garnison att kapitulera. Först efter ett fruktansvärt bombardemang (30 mars – 2 april 1849) och en blodig gatustrid, som förskaffade segraren, general Julius von Haynau, öknamnet "hyenan från Brescia", kuvades staden fullkomligt. År 1859 tillföll Brescia kungariket Italien.
Staden skadades svårt av flygbombningar under andra världskriget. Av dess kyrkor blev en förstörd och tre svårt skadade (däribland renässanskyrkan Santa Maria dei Miracoli och den lombardiska San Francesco). Av privatbyggnader blev tre palats totalförstörda och fem svårt skadade.
Under "blyåren" utfördes den 28 maj 1974 ett bombattentat under en antifascistisk demonstration på Piazza della Loggia som dödade åtta personer och skadade över 100.
Staden är födelseort för Arnold av Brescia, Angela Merici, Veronica Gambara, flera langobardiska kungar, Giuseppe Zanardelli, med flera som pianisten Arturo Benedetti Michelangeli.

## Sport
Brescia Calcio är stadens mest framgångsrika fotbollslag och har ett flertal säsonger bakom sig i serie A. Volleybollaget Volley Millenium Brescia kommer också från staden.